# Rensselaer (New York)
Pour les articles homonymes, voir Rensselaer.
Rensselaer est une cité (city) située dans le comté de Rensselaer, dans l’État de New York, aux États-Unis.